# امپراتور ساگا
امپراتور ساگا (به ژاپنی: 嵯峨天皇, Saga-tennō) دوران زندگی (۸۴۲–۷۸۶) پنجاه و دومین امپراتور ژاپن بود. دومین فرزند پسری امپراتور کانمو بود. هنگامی که برادر بزرگترش امپراتور هی‌زی در سال ۸۰۶ (میلادی) به سلطنت رسید، در سن ۲۱ سالگی به عنوان ولیعهد انتخاب شد. امپراتور بعدی امپراتور جونا برادر ناتنی او بود. ساگا ۴۹ فرزند از حداقل ۳۰ زن مختلف داشت.

## رویدادهای زندگی ساگا
- "۸۰۶" ساگا در سن ۲۱ سالگی ولیعهد شد.
- ۱۷ ژوئن ۸۰۹[۱] سال چهارم دایدو (دوره)، روز اول ماه چهارم. ; مرحله جانشینی ("سنسو") توسط ساگا پسر دوم کانمو انجام شد، پسر بزرگتر امپراتور هی‌زی بازنشسته و یک کشیش بودایی شده بود. اندکی پس از آن، گفته می‌شود که امپراتور ساگا به تاج و تخت ("سوکوی") پیوسته است.[۲]

بلافاصله پس از بر تخت نشستن امپراتور ژاپن خود ساگا بیمار شد. در آن زمان امپراتور هی‌زی بازنشسته با برادرش بر سر مکان ایده‌آل دربار دعوا کرده بود، دومی پایتخت هی‌آن را ترجیح می‌داد، در حالی که اولی متقاعد شده بود که بازگشت به دشت نارا ضروری است، و هی‌زی با سوء استفاده از سلامت ضعیف ساگا، این فرصت را غنیمت شمرده و شورشی را که از نظر تاریخی به نام حادثه کوسوکو شناخته می‌شود، برانگیخت. با این حال، نیروهای وفادار به امپراتور ساگا، به رهبری «شوگون» ساکانواوئه نو تامورامارو، به سرعت شورشیان هی‌زی ای را شکست دادند که در نتیجه عواقب نامطلوبی را که ممکن بود به دنبال هر درگیری گسترده‌تری به دنبال داشت، محدود کرد. همین تامورامارو در سالانه آئوموری نبوتا ماتسوری آئوموری نبوتا ماتسوری به یاد می‌آید که تعدادی شناور کاغذی غول‌پیکر، به‌ویژه ساخته شده‌اند. این فانوس‌سازه‌های بزرگ با چهره‌های افسانه‌ای رنگارنگ نقاشی شده‌اند. و تیم‌هایی از مردان آنها را در خیابان‌ها حمل می‌کردند و جمعیت تشویق می‌کنند. از این رهبر نظامی اوایل قرن نهم به این طریق یاد می‌شود، زیرا گفته می‌شود که دستور داده است فانوس‌های نورانی عظیمی در بالای تپه‌ها قرار دهند. و هنگامی که یک کنجکاو قوم امیشی برای تحقیق به این چراغ‌های درخشان نزدیک شد، توسط مردان تامورامارو دستگیر شد.
- ۲۴ اوت 842 ( سال نهم جووا (دوره هی‌آن) , روز پانزدهم ماه هفتم [۵]): ساگا در سن ۵۷ سالگی درگذشت.[۶]